# (12661) Schelling
(12661) Schelling (1976 DA1) – planetoida z pasa głównego asteroid okrążająca Słońce w ciągu 3,47 lat w średniej odległości 2,29 j.a. Odkryta 27 lutego 1976 roku.